# Xenotrichula paralineata
Xenotrichula paralineata är en djurart som tillhör fylumet bukhårsdjur, och som beskrevs av Hummon et Todaro 2007. Xenotrichula paralineata ingår i släktet Xenotrichula och familjen Xenotrichulidae. Inga underarter finns listade i Catalogue of Life.